# 小行星30441
小行星30441（30441 Curly）是一颗绕太阳运转的小行星，为主小行星带小行星。该小行星于2000年6月24日发现。

## 轨道参数
小行星30441的轨道半长轴为3.1272981 UA，离心率为0.154。